# Emmy do Primetime de melhor ator coadjuvante em série dramática

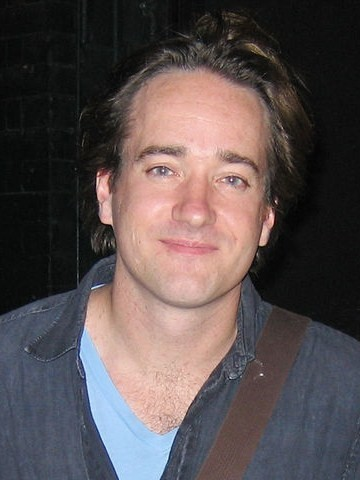
Matthew Macfadyen no Teatro Royal Court, em Londres, após uma apresentação de "The Pain & the Itch", em 4 de julho de 2007

O Primetime Emmy Award de melhor ator coadjuvante em série dramática é um dos prêmios entregues anualmente pela Academia de Artes & Ciências Televisivas pela excelência de um ator em uma performance coadjuvante em uma série dramática, como parte do Primetime Emmy Award.

## Vencedores e indicados

### Década de 1950
- 1959: Dennis Weaver – Gunsmoke como Chester Goode
  - William Hopper – Perry Mason como Paul Drake
  - Johnny Crawford – The Rifleman como Mark McCain
  - Herschel Bernardi – Peter Gunn como Tenenete Jacoby[2]

### Década de 1960
- 1961: Roddy McDowall – Sunday Showcase como Philip Hamilton
  - Charles Bronson – General Electric Theater como Soldado Conlon
  - Peter Falk The Law and Mr. Jones como Sydney Jarmon

- 1964: Albert Paulsen – Bob Hope Presents the Chrysler Theatre como Volkoval
  - Conlan Carter – Combat! como Doutor
  - Carl Lee – The Nurses como Lonnie Hill
  - Sorrell Booke – Dr. Kildare como Julius Orloff

- 1966: James Daly – Hallmark Hall of Fame como Dr. O'Meara
  - David Burns – Trials of O'Brien como O Grande McGonigle
  - Leo G. Carroll – The Man from U.N.C.L.E. como Alexander Waverly

- 1967: Eli Wallach – The Poppy Is Also a Flower como Locarno
  - Werner Klemperer – Hogan's Heroes como Wilhelm Klink
  - Leo G. Carroll – The Man from U.N.C.L.E. como Alexander Waverly
  - Leonard Nimoy – Star Trek como Spock

- 1968: Milburn Stone – Gunsmoke como Dr. Gale Adams
  - Leonard Nimoy – Star Trek como Spock
  - Lawrence Dobkin – CBS Playhouse como Dr. Gettlinger
  - Joseph Campanella – Mannix como Lew Wickersham

### Década de 1970
| - 1970: James Brolin – Marcus Welby, M.D. como Dr. Steven Kiley - Werner Klemperer – Hogan's Heroes como Wilhelm Klink - Charles Nelson Reilly – The Ghost and Mrs. Muir como Claymore Gregg - Greg Morris – Mission: Impossible como Barnard Collier - Tige Andrews – The Mod Squad como Adam Greer - 1971: David Burns – Hallmark Hall of Fame como Sr. Solomon - James Brolin – Marcus Welby, M.D. como Dr. Steven Kiley - Robert Young – Vanished como Earl Gannon - 1972: Jack Warden – Brian's Song como George Halas - Ted Knight – The Mary Tyler Moore Show como Ted Baxter - Rob Reiner – All in the Family como Michael Stivic - James Brolin – Marcus Welby, M.D. como Dr. Steven Kiley - Greg Morris – Mission: Impossible como Barnard Collier - 1973: Scott Jacoby – That Certain Summer como Nick Salter - Rob Reiner – All in the Family como Michael Stivic - McLean Stevenson – M*A*S*H como Tenente Coronel Henry Blake - Edward Asner – The Mary Tyler Moore Show como Lou Grant - Gary Burghoff – M*A*S*H como Cabo Walter Eugene "Radar" O'Reilly - James Brolin – Marcus Welby, M.D. como Dr. Steven Kiley - Will Geer – The Waltons como Zebulon Tyler Walton - 1974: Michael Moriarty – The Glass Menagerie como Jim O'Connor - Sam Waterston – The Glass Menagerie como Tom Wingfield - Michael Douglas – The Streets of San Francisco como Steve Keller - Will Geer – The Waltons como Zebulon Tyler Walton | - 1975: Will Geer – The Waltons como Zebulon Tyler Walton - J. D. Cannon – McCloud como Clifford - Michael Douglas – The Streets of San Francisco como Steve Keller - Gary Burghoff – M*A*S*H como Cabo Walter Eugene "Radar" O'Reilly - McLean Stevenson – M*A*S*H como Tenente Coronel Henry Blake - Ted Knight – The Mary Tyler Moore Show como Ted Baxter - Rob Reiner – All in the Family como Michael Stivic - 1976: Anthony Zerbe – Harry O como Tenente K.C. Trench - Michael Douglas – The Streets of San Francisco como Steve Keller - Ray Milland – Rich Man, Poor Man como Duncan Calderwood - Robert Reed – Rich Man, Poor Man como Teddy Boylan - Will Geer – The Waltons como Zebulon Tyler Walton - 1977: Gery Frank – Family como Willie Lawrence - Noah Beery, Jr. – The Rockford Files como Joseph Rockford - David Doyle – Charlie's Angels como John Bosley - Tom Ewell – Baretta como Billy Truman - Will Geer – The Waltons como Zebulon Tyler Walton - 1978: Robert Vaughn – Washington: Behind Closed Doors como Willie Lawrence - Ossie Davis – King como Martin Luther King, Sr. - Will Geer – The Waltons como Zebulon Tyler Walton - Sam Wanamaker – Holocaust como Moses Weiss - David Warner – Holocaust como Heydrich - 1979: Stuart Margolin – The Rockford Files como Evelyn Martin - Joe Santos – The Rockford Files como Dennis Becker - Robert Walden – Lou Grant como Joe Rossi - Noah Beery, Jr. – The Rockford Files como Joseph Rockford - Mason Adams – Lou Grant como Charlie Hume |

### Década de 1980
| - 1980: Stuart Margolin – The Rockford Files como Evelyn Martin - Mason Adams – Lou Grant como Charlie Hume - Noah Beery, Jr. – The Rockford Files como Joseph Rockford - Robert Walden – Lou Grant como Joe Rossi - 1981: Michael Conrad – Hill Street Blues como Sargento Phil Esterhaus - Mason Adams – Lou Grant como Charlie Hume - Charles Haid – Hill Street Blues como Policial Andy Renko - Robert Walden – Lou Grant como Joe Rossi - Bruce Weitz – Hill Street Blues como Detetive Mick Belker - 1982: Michael Conrad – Hill Street Blues como Sargento Phil Esterhaus - Taurean Blacque – Hill Street Blues como Detetive Neal Washington - Charles Haid – Hill Street Blues como Policial Andy Renko - Joe Spano – Hill Street Blues como Sargento Henry Goldblume - Bruce Weitz – Hill Street Blues como Detetive Mick Belker - 1983: James Coco – St. Elsewhere como Arnie - Ed Begley, Jr. – St. Elsewhere como Dr. Victor Ehrlich - Michael Conrad – Hill Street Blues como Sargento Phil Esterhaus - Joe Spano – Hill Street Blues como Sargento Henry Goldblume - Bruce Weitz – Hill Street Blues como Detetive Mick Belker - 1984: Bruce Weitz – Hill Street Blues como Detetive Mick Belker - Ed Begley, Jr. – St. Elsewhere como Dr. Victor Ehrlich - Michael Conrad – Hill Street Blues como Sargento Phil Esterhaus - John Hillerman – Magnum, P.I. como Jonathan Higgins - James Sikking – Hill Street Blues como Tenente Howard Hunter | - 1985: Edward James Olmos – Miami Vice como Tenente Martin Castillo - Ed Begley, Jr. – St. Elsewhere como Dr. Victor Ehrlich - John Hillerman – Magnum, P.I. como Jonathan Higgins - John Karlen – Cagney & Lacey como Harvey Lacey - Bruce Weitz – Hill Street Blues como Detetive Mick Belker - 1986: John Karlen – Cagney & Lacey como Harvey Lacey - Ed Begley, Jr. – St. Elsewhere como Dr. Victor Ehrlich - John Hillerman – Magnum, P.I. como Jonathan Higgins - Edward James Olmos – Miami Vice como Tenente Martin Castillo - Bruce Weitz – Hill Street Blues como Detetive Mick Belker - 1987: John Hillerman – Magnum, P.I. como Jonathan Higgins - Ed Begley, Jr. – St. Elsewhere como Dr. Victor Ehrlich - John Karlen – Cagney & Lacey como Harvey Lacey - Jimmy Smits – L.A. Law como Victor Sifuentes - Michael Tucker – L.A. Law como Stuart Markowitz - 1988: Larry Drake – L.A. Law como Benny Stulwicz - Ed Begley, Jr. – St. Elsewhere como Dr. Victor Ehrlich - Timothy Busfield – thirtysomething como Elliot Weston - Alan Rachins – L.A. Law como Douglas Brackman - Michael Tucker – L.A. Law como Stuart Markowitz - 1989: Larry Drake – L.A. Law como Benny Stulwicz - Jonathan Banks – Wiseguy como Frank McPike - Timothy Busfield – thirtysomething como Elliot Weston - Richard Dysart – L.A. Law como Leland McKenzie - Jimmy Smits – L.A. Law como Victor Sifuentes |

### Década de 1990
| - 1990: Jimmy Smits – L.A. Law como Victor Sifuentes - Timothy Busfield – thirtysomething como Elliot Weston - Larry Drake – L.A. Law como Benny Stulwicz - Richard Dysart – L.A. Law como Leland McKenzie - Dean Stockwell – Quantum Leap como Al Calavicci - 1991: Timothy Busfield – thirtysomething como Elliot Weston - David Clennon – thirtysomething como Miles Drentell - Richard Dysart – L.A. Law como Leland McKenzie - Jimmy Smits – L.A. Law como Victor Sifuentes - Dean Stockwell – Quantum Leap como Al Calavicci - 1992: Richard Dysart – L.A. Law como Leland McKenzie - Edward Asner – The Trials of Rosie O'Neill como Walter Kovatch - John Corbett – Northern Exposure como Chris Stevens - Richard Kiley – The Ray Bradbury Theater como Doug - Jimmy Smits – L.A. Law como Victor Sifuentes - Dean Stockwell – Quantum Leap como Al Calavicci - 1993: Chad Lowe – Life Goes On como Jesse McKenna - Barry Corbin – Northern Exposure como Maurice Minnifield - John Cullum – Northern Exposure como Holling Vincouver - Fyvush Finkel – Picket Fences como Douglas Wambaugh - Dean Stockwell – Quantum Leap como Al Calavicci - 1994: Fyvush Finkel – Picket Fences como Douglas Wambaugh - Gordon Clapp – NYPD Blue como Detetive Greg Medavoy - Barry Corbin – Northern Exposure como Maurice Minnifield - Nicholas Turturro – NYPD Blue como Detetive James Martinez - Ray Walston – Picket Fences como Juiz Henry Bone | - 1995: Ray Walston – Picket Fences como Juiz Henry Bone - Héctor Elizondo – Chicago Hope como Dr. Phillip Watters - James Earl Jones – Under One Roof como Neb Langston - Eriq La Salle – ER como Dr. Peter Benton - Noah Wyle – ER como Dr. John Carter - 1996: Ray Walston – Picket Fences como Juiz Henry Bone - Héctor Elizondo – Chicago Hope como Dr. Phillip Watters - James McDaniel – NYPD Blue como Tenente Arthur Fancy - Stanley Tucci – Murder One como Richard Cross - Noah Wyle – ER como Dr. John Carter - 1997: Héctor Elizondo – Chicago Hope como Dr. Phillip Watters - Adam Arkin – Chicago Hope como Dr. Aaron Shutt - Eriq La Salle – ER como Dr. Peter Benton - Nicholas Turturro – NYPD Blue como Detetive James Martinez - Noah Wyle – ER como Dr. John Carter - 1998: Gordon Clapp – NYPD Blue como Detetive Greg Medavoy - Héctor Elizondo – Chicago Hope como Dr. Phillip Watters - Steven Hill – Law & Order como Adam Schiff - Eriq La Salle – ER como Dr. Peter Benton - Noah Wyle – ER como Dr. John Carter - 1999: Michael Badalucco – The Practice como Jimmy Berluti - Benjamin Bratt – Law & Order como Detetive Rey Curtis - Steve Harris – The Practice como Eugene Young - Steven Hill – Law & Order como Adam Schiff - Noah Wyle – ER como Dr. John Carter |

### Década de 2000
| - 2000: Richard Schiff – The West Wing como Toby Ziegler - Michael Badalucco – The Practice como Jimmy Berluti - Dominic Chianese – The Sopranos como Corrado "Junior" Soprano - Steve Harris – The Practice como Eugene Young - John Spencer – The West Wing como Leo McGarry - 2001: Bradley Whitford – The West Wing como Josh Lyman - Dominic Chianese – The Sopranos como Corrado "Junior" Soprano - Michael Imperioli – The Sopranos como Christopher Moltisanti - Richard Schiff – The West Wing como Toby Ziegler - John Spencer – The West Wing como Leo McGarry - 2002: John Spencer – The West Wing como Leo McGarry - Victor Garber – Alias como Jack Bristow - Dulé Hill – The West Wing como Charlie Young - Freddy Rodríguez – Six Feet Under como Hector Frederico Diaz - Richard Schiff – The West Wing como Toby Ziegler - Bradley Whitford – The West Wing como Josh Lyman - 2003: Joe Pantoliano – The Sopranos como Ralph Cifaretto - Victor Garber – Alias como Jack Bristow - Michael Imperioli – The Sopranos como Christopher Moltisanti - John Spencer – The West Wing como Leo McGarry - Bradley Whitford – The West Wing como Josh Lyman - 2004: Michael Imperioli – The Sopranos como Christopher Moltisanti - Steve Buscemi – The Sopranos como Tony Blundetto - Brad Dourif – Deadwood como Doc Cochran - Victor Garber – Alias como Jack Bristow - John Spencer – The West Wing como Leo McGarry | - 2005: William Shatner – Boston Legal como Denny Crane - Alan Alda – The West Wing como Senador Arnold Vinick - Naveen Andrews – Lost como Sayid Jarrah - Terry O'Quinn – Lost como John Locke - Oliver Platt – Huff como Russell Tupper - 2006: Alan Alda – The West Wing como Senador Arnold Vinick - Michael Imperioli – The Sopranos como Christopher Moltisanti - Gregory Itzin – 24 como Presidente Charles Logan - Oliver Platt – Huff como Russell Tupper - William Shatner – Boston Legal como Denny Crane - 2007: Terry O'Quinn – Lost como John Locke - Michael Emerson – Lost como Benjamin Linus - Michael Imperioli – The Sopranos como Christopher Moltisanti - T. R. Knight – Grey's Anatomy como Dr. George O'Malley - Masi Oka – Heroes como Hiro Nakamura - William Shatner – Boston Legal como Denny Crane - 2008: Željko Ivanek – Damages como Ray Fiske - Ted Danson – Damages como Arthur Frobisher - Michael Emerson – Lost como Benjamin Linus - William Shatner – Boston Legal como Denny Crane - John Slattery – Mad Men como Roger Sterling - 2009: Michael Emerson – Lost como Benjamin Linus - Christian Clemenson – Boston Legal como Jerry Espenson - William Hurt – Damages como Daniel Purcell - Aaron Paul – Breaking Bad como Jesse Pinkman - William Shatner – Boston Legal como Denny Crane - John Slattery – Mad Men como Roger Sterling |

### Década de 2010
| - 2010: Aaron Paul – Breaking Bad como Jesse Pinkman - Andre Braugher – Men of a Certain Age como Owen Thoreau, Jr. - Michael Emerson – Lost como Benjamin Linus - Terry O'Quinn – Lost como John Locke - Martin Short – Damages como Leonard Winstone - John Slattery – Mad Men como Roger Sterling - 2011: Peter Dinklage – Game of Thrones como Tyrion Lannister - Andre Braugher – Men of a Certain Age como Owen Thoreau, Jr. - Josh Charles – The Good Wife como Will Gardner - Alan Cumming – The Good Wife como Eli Gold - Walton Goggins – Justified como Boyd Crowder - John Slattery – Mad Men como Roger Sterling - 2012: Aaron Paul – Breaking Bad como Jesse Pinkman - Jim Carter – Downton Abbey como Sr. Charles Carson - Brendan Coyle – Downton Abbey como John Bates - Peter Dinklage – Game of Thrones como Tyrion Lannister - Giancarlo Esposito – Breaking Bad como Gus Fring - Jared Harris – Mad Men como Lane Pryce - 2013: Bobby Cannavale – Boardwalk Empire como Gyp Rosetti - Jonathan Banks – Breaking Bad como Mike Ehrmantraut - Jim Carter – Downton Abbey como Sr. Charles Carson - Peter Dinklage – Game of Thrones como Tyrion Lannister - Mandy Patinkin – Homeland como Saul Berenson - Aaron Paul – Breaking Bad como Jesse Pinkman - 2014: Aaron Paul – Breaking Bad como Jesse Pinkman - Jim Carter – Downton Abbey como Sr. Charles Carson - Josh Charles – The Good Wife como Will Gardner - Peter Dinklage – Game of Thrones como Tyrion Lannister - Mandy Patinkin – Homeland como Saul Berenson - Jon Voight – Ray Donovan como Mickey Donovan | - 2015: Peter Dinklage – Game of Thrones como Tyrion Lannister - Jonathan Banks – Better Call Saul como Mike Ehrmantraut - Jim Carter – Downton Abbey como Sr. Charles Carson - Alan Cumming – The Good Wife como Eli Gold - Michael Kelly – House of Cards como Douglas Stamper - Ben Mendelsohn – Bloodline como Danny Rayburn - 2016: Ben Mendelsohn – Bloodline como Danny Rayburn - Jonathan Banks – Better Call Saul como Mike Ehrmantraut - Peter Dinklage – Game of Thrones como Tyrion Lannister - Kit Harington – Game of Thrones como Jon Snow - Michael Kelly – House of Cards como Douglas Stamper - Jon Voight – Ray Donovan como Mickey Donovan - 2017: John Lithgow – The Crown como Winston Churchill - Jonathan Banks – Better Call Saul como Mike Ehrmantraut - David Harbour – Stranger Things como Chief Hopper - Mandy Patinkin – Homeland como Saul Berenson - Michael Kelly – House of Cards como Douglas Stamper - Jeffrey Wright – Westworld como Bernard Lowe - Ron Cephas Jones – This Is Us como William - 2018: Peter Dinklage – Game of Thrones como Tyrion Lannister - Nikolaj Coster-Waldau – Game of Thrones como Jaime Lannister - David Harbour – Stranger Things como Jim Hopper - Mandy Patinkin – Homeland como Saul Berenson - Matt Smith – The Crown como Príncipe Philip, Duque de Edimburgo - Joseph Fiennes – The Handmaid's Tale como Comandante Fred Waterford - 2019: Peter Dinklage – Game of Thrones como Tyrion Lannister - Nikolaj Coster-Waldau – Game of Thrones como Jaime Lannister - Alfie Allen – Game of Thrones como Theon Greyjoy - Jonathan Banks – Better Call Saul como Mike Ehrmantraut - Giancarlo Esposito – Better Call Saul como Gus Fring - Michael Kelly – House of Cards como Douglas Stamper - Chris Sullivan – This Is Us como Toby Damon |

### Década de 2020
2020: Billy Crudup - The Morning Show como Cory Ellison
- Nicholas Braun - Succession como Greg Hirsch
- Kieran Culkin - Succession como Roman Roy
- Matthew Macfadyen - Succession como Tom Wambsgans
- Mark Duplass - The Morning Show como Charlie "Chip" Black
- Giancarlo Esposito - Better Call Saul como Gus Fring
- Bradley Whitford - The Handmaid's Tale como Comandante Joseph Lawrence
- Jeffrey Wright - Westworld como Bernard Lowe

2021: Tobias Menzies - The Crown como Príncipe Philip
- O. T. Fagbenle - The Handmaid's Tale como Luke Bankole
- Bradley Whitford - The Handmaid's Tale como Comandante Joseph Lawrence
- Max Minghella - The Handmaid's Tale como Comandante Nick Blaine
- Giancarlo Esposito - The Mandalorian como Moff Gideon
- John Lithgow - Perry Mason como E.B. Jonathan
- Michael K. Williams - Lovecraft Country como Montrose Freeman
- Chris Sullivan - This Is Us como Toby Damon

2022: Matthew Macfadyen - Succession como Tom Wambsgans
- Nicholas Braun - Succession como Greg Hirsch
- Kieran Culkin - Succession como Roman Roy
- Billy Crudup - The Morning Show como Cory Ellison
- O Yeong-su - Squid Game como Oh Il-nam
- Park Hae-soo - Squid Game como Cho Sang-woo
- John Turturro - Severance como Irving Bailiff
- Christopher Walken - Severance como Burt Goodman

2023: Matthew Macfadyen - Succession como Tom Wambsgans 
- Alexander Skarsgård - Succession como Lukas Matsson
- F. Murray Abraham - The White Lotus como Bert Di Grasso
- Michael Imperioli - The White Lotus como Dominic Di Grasso
- Nicholas Braun - Succession como Greg Hirsch
- Theo James - The White Lotus como Cameron Sullivan
- Will Sharpe - The White Lotus como Ethan Spiller
- Alan Ruck - Succession como Connor Roy

2024: Billy Crudup - The Morning Show como Cory Ellison
- Tadanobu Asano - Shōgun como Kashigi Yabushige
- Jonathan Pryce - The Crown como Príncipe Philip
- Mark Duplass - The Morning Show como Charlie "Chip" Black
- Takehiro Hira - Shōgun como Ishido Kazunari
- Jack Lowden - Slow Horses como River Cartwright
- Jon Hamm - The Morning Show como Paul Marks